# Förr eller senare exploderar jag
Förr eller senare exploderar jag (originaltitel The Fault in Our Stars) är den amerikanska författaren John Greens fjärde ungdomsroman som soloförfattare. Den gavs ut den 10 januari 2012 i USA och i januari 2013 kom den ut på svenska.
Green har uppgett att titeln är inspirerad av en replik från Shakespeares pjäs Julius Caesar (akt 1, scen 2) där adelsmannen Cassius säger till Brutus:
| ” | The fault, dear Brutus, is not in our stars, But in ourselves, that we are underlings. | „ |

I sju veckor låg Förr eller senare exploderar jag överst på bästsäljarlistan för "Children's Chapter Books" i  The New York Times. Time utnämnde boken som 2012 års bästa roman.

## Handling
Hazel Grace diagnosticeras med fjärde stadiet av sköldkörtelcancer vid 13 års ålder. Två år senare sker ett medicinsk mirakel och tumörerna krymper, i alla fall tillfälligt. Hazel blir ivägtvingad av sin mamma till kyrkans stödgrupp för unga med cancer och där träffar hon Augustus Waters som också varit sjuk i cancer och fått amputera benet. Intresse uppstår och de två börjar umgås och blir kära.
Boken skildrar inte att det är synd om ungdomarna för att de har cancer utan poängterar istället att man kan leva ett fullt liv även om man dör tidigt.

## Film
Huvudartikel: Förr eller senare exploderar jag (film)
En film baserad på boken hade premiär 6 juni 2014. Shailene Woodley spelar huvudrollen som Hazel Grace Lancaster, Ansel Elgort spelar Augustus Waters och Nat Wolff spelar Isaac.

## Musik
Youtube-vloggaren Troye Sivan har gjort en låt inspirerad av boken, där intäkterna för låten går till Princess Margaret Hospital Foundation som hjälper barn att leva ett friskare liv.